# Marc Forné Molné
Marc Forné Molné (La Massana, 30 de desembre de 1946) és un polític andorrà. Va ser cap de govern d'Andorra del 1994 al 2005 (és a dir, durant tres mandats consecutius: 1994, 1997 i 2001). Va ser president del Partit Liberal d'Andorra fins a novembre de 2005. Professionalment es dedica a l'advocacia.
Durant els seus governs s'hi exerciren polítiques de marcat caràcter liberal, mantingué els imposts baixos i va evitar qualsevol deriva estatalista.
El 20 de desembre de 2010 va rebre la condecoració de la Gran Creu d'Isabel la Catòlica que li havia estat atorgada el 2006.

## Biografia
Marc Forné nasqué el 1946 a la Massana, fill d'Antoni Forné i Jou, advocat i militant del Partit Obrer d'Unificació Marxista nascut a Arfa (Alt Urgell, Catalunya), i de Joana Molné i Armengou, nascuda a la Massana.
Va estudiar a la Universitat de Barcelona on es va llicenciar en dret el 1974. Entre 1969 i 1972 treballà com a funcionari al departament de Serveis Públics del Consell General de les Valls d'Andorra. Alhora, i a partir de 1975 –quan es llicencia en dret per la Universitat de Barcelona– feu carrera d'advocat compartint oficina amb el seu pare i el seu germà Francesc, especialitzant-se en dret criminal. El 1984 es casà amb Maria Lluisa Gispert Boronat. El 1985 va adherir al Partit Liberal (ara Liberals d'Andorra).
Ocupà durant onze anys el càrrec de director d'Andorra-7, un setmanari de la vall pirinenca que havia fundat el 1978, i fou president del Moto Club del Principat d'Andorra.
Afiliat al Partit Liberal, el 1993 fou elegit conseller general i escollit conseller del govern d'Òscar Ribas, a qui succeí el 1994 en el càrrec quan aquest dimití. Durant aquest seu primer mandat, Andorra va establir relacions diplomàtiques amb els Estats Units. En les eleccions anticipades del febrer del 1997, recuperà el càrrec al capdavant del Partit Liberal, que aconseguí majoria absoluta, i així revalidà el càrrec de cap de govern. El 1998 feu una profunda remodelació del govern arran de la renúncia de quatre ministres. Al novembre del 1999 signà l’acta final de l'Organització per a la Seguretat i la Cooperació Europea i el 2000 tancà un acord sobre la circulació de persones i mercaderies amb els governs espanyol i francès en el marc d’una major articulació amb la Unió Europea. En les eleccions del març del 2001 el Partit Liberal obtingué novament la majoria absoluta i fou reelegit cap de govern per tercer cop. L’any 2004 promogué la firma d’un acord de cooperació entre Andorra i la Unió Europea. No es presentà a la reelecció com a cap de govern als comicis de l’abril del 2005 per no superar els deu anys en el càrrec, candidatura que cedí al també dirigent del Partit Liberal d’Andorra, Albert Pintat.
A partir del 2005 es reincorpora al despatx familiar d'advocats, treballant en diferents àrees com són dret civil, dret de societats, dret administratiu, dret de successions, dret de família i dret penal. I col·labora com a articulista en mitjans de comunicació.
El seu fill Guillem li ha seguit els passos, en certa manera, tan en l'advocacia com en la política: en efecte, Guillem Forné i Gispert des del 2011 treballa al despatx familiar d'advocats, és Secretari d'Organització de Liberals d'Andorra, i és Conseller de cultura, igualtat i participació ciutadana del Comú de la Massana.

## Distincions Honorífiques
Al llarg de la seva carrera política, Marc Forné i Molné ha rebut diversos honors i distincions, fruit de diversos mèrits personals i professionals.
Nacionals
- Cavaller de la Creu dels Set Braços, Principat d'Andorra (2024)[12]

Estrangeres
- Gran Creu de l'Orde d'Isabel la Catòlica, concedida pel Regne d'Espanya l'any 2006.
- Comandant de la Legió d'Honor, concedida pel President de la República Francesa i Copríncep d'Andorra.